# Noah Baffoe
Noah Koffi Baffoe Donkor (* 21. Mai 1993 in Accra) ist ein ghanaisch-spanischer Fußballspieler.

## Karriere
Baffoes erste bekannte Station war 2014 der unterklassige spanische Verein CE Manresa aus Katalonien. Von dort wechselte er 2016 zum andorranischen Erstligisten UE Sant Julià. Hier absolvierte er u. a. zwei Partien in der 1. Qualifikationsrunde zur UEFA Europa League gegen den albanischen Vertreter KF Skënderbeu Korça (0:1, 0:5). Dann folgte erneut der CE Manresa und die Reservemannschaft des FC Girona. Von 2020 bis 2023 spielte er dann ein drittes Mal für CE Manresa, die zwischendurch den Aufstieg in die viertklassige Segunda Federación feiern konnten. Seit dem 30. August 2023 steht Baffoe nun bei Eastern AA in der Hong Kong Premier League unter Vertrag. Dort gewann er bisher drei nationale Titel, wurde in vier Wettbewerben Torschützenkönig und Hongkongs Fußballer des Jahres.

## Erfolge
- Hong Kong Senior Challenge Shield: 2025
- Hong Kong FA Cup: 2024, 2025

## Auszeichnungen
- Torschützenkönig des Hong Kong Premier League: 2024 (17 Tore), 2025 (21 Tore)
- Torschützenkönig des Hong Kong FA Cup: 2024 (4 Tore), 2025 (7 Tore)
- Hongkongs Fußballer des Jahres: 2025